# Atlamajalcingo del Río
Atlamajalcingo del Río är en ort i Mexiko.   Den ligger i kommunen Tlapa de Comonfort och delstaten Guerrero, i den sydöstra delen av landet, 220 km söder om huvudstaden Mexico City. Atlamajalcingo del Río ligger 1 150 meter över havet och antalet invånare är 1 228.
Terrängen runt Atlamajalcingo del Río är huvudsakligen kuperad. Atlamajalcingo del Río ligger nere i en dal. Runt Atlamajalcingo del Río är det ganska tätbefolkat, med 248 invånare per kvadratkilometer. Närmaste större samhälle är Tlapa de Comonfort, 8,7 km öster om Atlamajalcingo del Río. I omgivningarna runt Atlamajalcingo del Río växer huvudsakligen savannskog.